# 德米特羅維奇 (亞沃里夫區)
49°45′38″N 23°21′36″E / 49.76056°N 23.36000°E
德米特羅維奇（羅馬化：Dmytrovychi）是烏克蘭西部利沃夫州亞沃里夫區蘇多瓦維什尼亞市鎮的村莊，始建於1461年，面積1.29平方公里，海拔高度225米，2001年人口535，人口密度每平方公里416.02人。

## 地理
維什尼亞河流經該村。